# Севрюково (Брянская область)
Севрюко́во (Северюково) — деревня в Брянском районе Брянской области, в составе Глинищевского сельского поселения. Расположена в 2,5 км к юго-западу от села Глинищево. Население — ↗16  человека (2013).

## История
Впервые упоминается в 1620-х гг. как поместье Лавровых. В XVIII веке — владение Львовых, Сорневых, Семичевых и др. (сельцо); последние сохранили свои владения и в XIX веке (совместно с Никитиными и др.). В XVIII веке — в приходе села Балдыж, с 1836 — села Кабаличи.
В XVII—XVIII вв. входила в состав Подгородного стана Брянского уезда; с 1861 по 1924 в Госамской волости Брянского (с 1921 — Бежицкого) уезда. В 1924—1929 в Бежицкой волости; с 1929 года в Брянском районе.
С 1920-х гг. входила в Глинищевский сельсовет.